# OverPower Esports
OverPower Esports (viết tắt: OPG) là một đội tuyển Liên Minh Huyền Thoại Việt Nam có trụ sở đặt tại Thành phố Hồ Chí Minh, Việt Nam. Đội tuyển được thành lập và quản lí bởi người đi đường giữa kì cựu Optimus. Đội tuyển đã giải thể vào ngày 3 tháng 12 năm 2020.

## Liên Minh Huyền Thoại

### Lịch sử
OverPower Esports được Optimus thành lập vào tháng 3 năm 2020, đội tuyển đã mua đội hình và suất thi đấu thăng hạng, vì vậy đội tuyển OverPower Esports sẽ thay thế cho V Gaming Adonis góp mặt tại Vòng Thăng Hạng VCS Mùa Hè 2020. Tại vòng thăng hạng họ đánh bại Percent Esports với tỷ số 3-1 và FTV Esports với chiến thắng 3-1 một cách thuyết phục, đội tuyển giành quyền tham dự giải đấu Liên Minh Huyền Thoại danh giá bậc nhất Việt Nam VCS Mùa Hè 2020.
Tại giải đấu VCS Mùa Hè 2020, mặc dù có những chuẩn bị vô cùng chu đáo nhưng đội tuyển đã liên tục gặp thất bại trong các trận đấu, điều này khiến họ xếp thứ 8 của giải đấu với thành tích 2–12 và không thể giành quyền tham gia vòng loại trực tiếp. Điều này khiến đội tuyển sẽ phải tham gia Vòng Thăng Hạng VCS mùa Xuân 2021 để tranh suất góp mặt tại VCS mùa Xuân 2021.
Ít ngày sau trận thua SGB ở giai đoạn Vòng Thăng Hạng VCS mùa Xuân 2021, vào ngày 3 tháng 12 năm 2020, đội tuyển có thông báo chính thức sẽ giải thể và mọi thành viên của đội đều trở thành tuyển thủ tự do. Cùng với đố, đội tuyển có thông báo rằng, cựu thành viên PHT trong quá trình thi đấu cho đội tuyển đã có hành vi cá độ và phá hoại tổ chức, làm ảnh hưởng đến kết quả thi đấu.

### Thành tích
| Thứ hạng                | Giải đấu                  | Kết quả (W–L)                     |
| ----------------------- | ------------------------- | --------------------------------- |
| Đủ điều kiện thăng hạng | VCS 2020 Summer Promotion | 3–1 (đối đầu với Percent Esports) |
| 8th                     | VCS mùa Hè 2020           | 2–12                              |